# Clofibrato
Clofibrato é um fármaco que diminui as taxas de colesterol e triglicerídios do sangue. Essa classe de drogas reduz em até 50% as VLDL,e, consequentemente, os triglicerídios, com modesta redução na LDL. Aumento da HDL ocorre em torno de 10%. Os seus mecanismos de ação não são completamente compreendidos. Essas drogas estimulam a lipase lipoproteica, aumentando a hidrólise de triglicerídios nos quilomícrons e nas VLDL. Elas provavelmente reduzem a produção de VLDL hepática, aumentando sua recaptação. Além dessas ações, os fibratos também reduzem o fibrinogênio plasmático e melhoram a tolerância à glicose, embora não se saiba se esses efeitos são clinicamente importantes.

## Indicações
A maior indicação para o uso dos fibratos são as hiperlipoproteinemias do tipo IV, com redução de triglicerídios em até 60%, e a do tipo III, pela potente indução do clearance de lipoproteínas por essas drogas. Os fibratos de eliminação lenta estão indicados em casos graves de hiperlipidemias tipo II. A experiência clínica tem mostrado que a resistência ao tratamento com um fibrato não exclui uma resposta satisfatória a um outro.

## Reações adversas
Foi o primeiro fibrato para uso clinico há mais de 25 anos. Estudos abertos e controlados iniciais com essa droga mostraram que o clofibrato podia reduzir a incidência de doença isquêmica coronária ou angina em pacientes com lipídios anormais, mas não reduzia a mortalidade em pacientes pós-infarto. Outro estudo conduzido pela OMS mostrou que após 5 anos de uso do clofibrato, o colesterol diminuía versus placebo, correspondendo a uma queda de 25% na incidência de infarto não-fatal. Por outro lado, ocorreu maior mortalidade não-cardíaca no grupo de clofibrato que foi estatisticamente significativa. A experiência mostrou também uma tendência a produzir cálculos vesicais e complicações em pacientes em colecistectomia. Por causa desses achados, o uso desse fibrato foi quase abandonado. Miosites podem ocorrer e são as reações mais preocupantes; ocorrem mais comumente em pacientes com insuficiência renal devida à baixa eliminação e à baixa ligação com as proteínas plasmáticas. Leves queixas gastrointestinais são relatadas em menor número e intensidade do que com os sequestradores de sais biliares.